# Fledermausbrücke

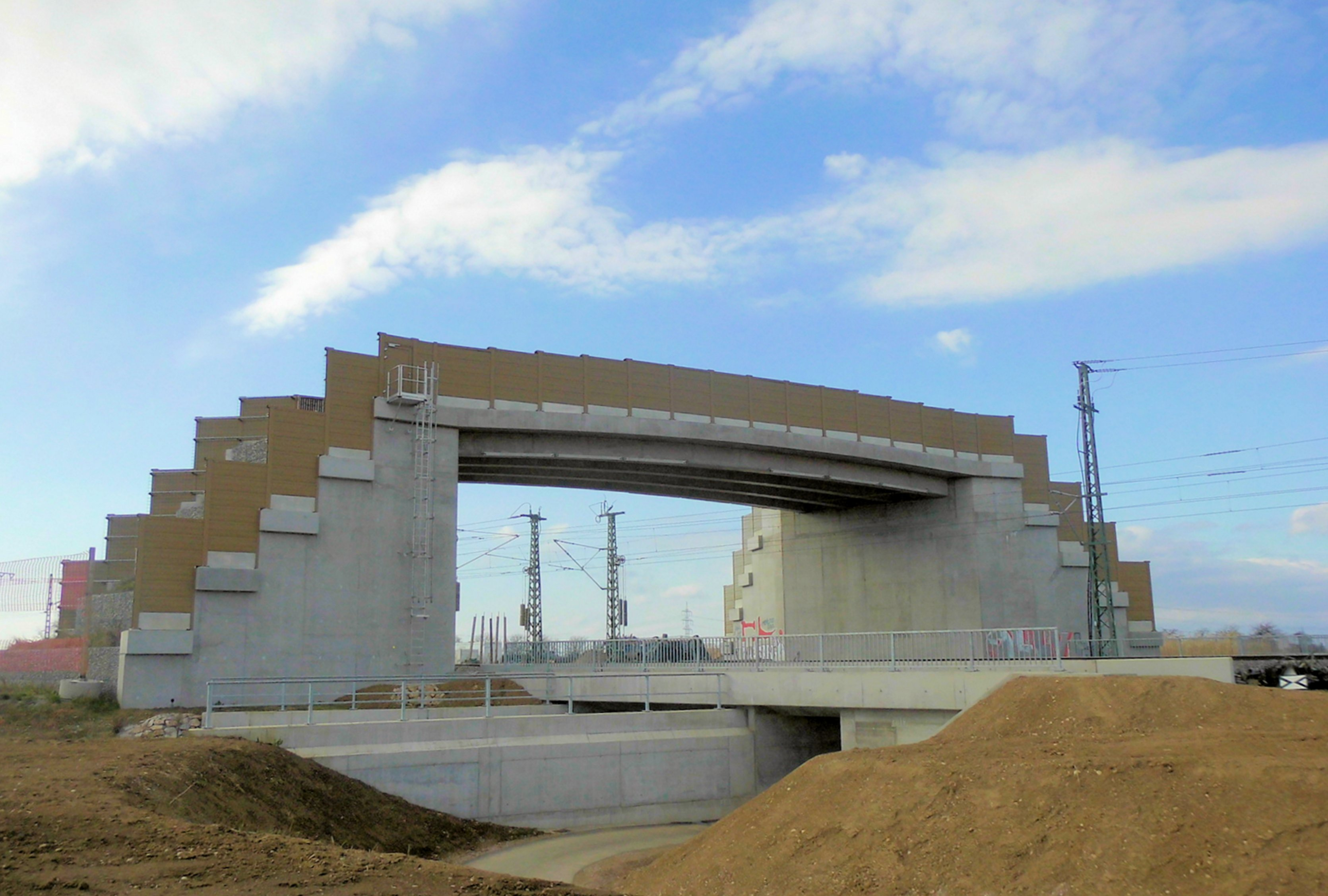
Fledermausbrücke bei Müllheim, Südbaden, Deutschland

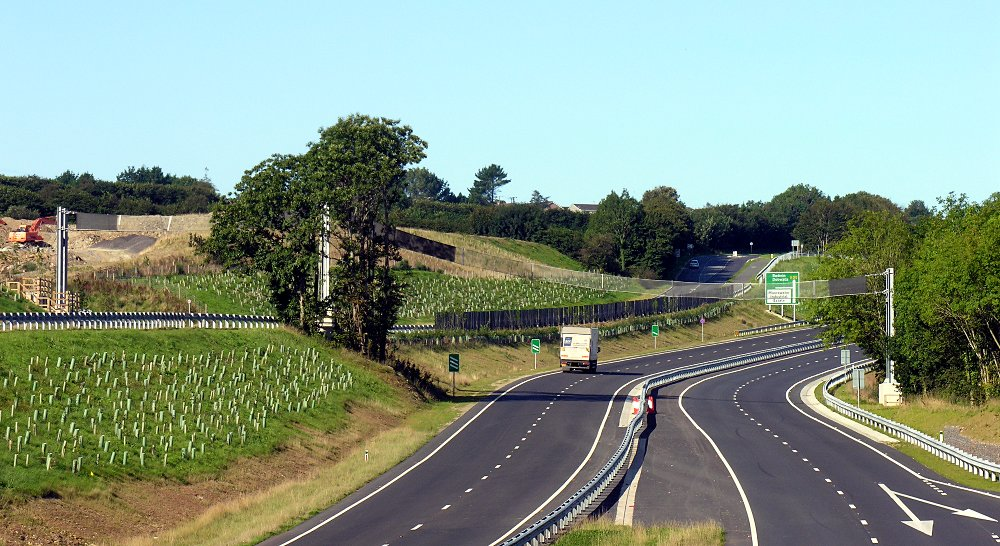
Fledermausbrücke in Cornwall, Vereinigtes Königreich

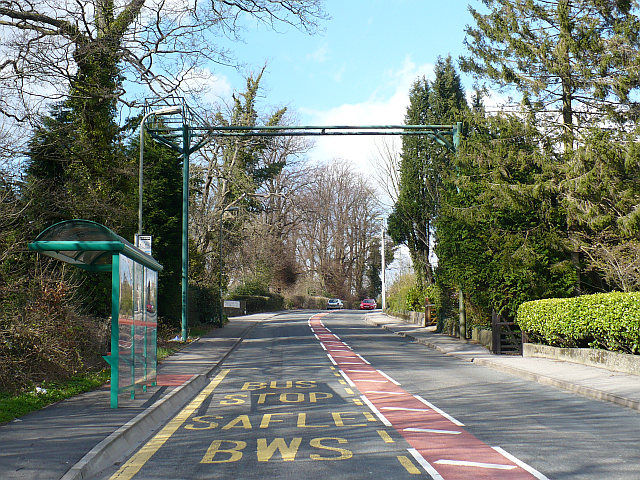
Fledermausbrücke bei Penmaen, Caerphilly, Wales, Vereinigtes Königreich

Fledermausbrücken sind bauliche Konstruktionen über hochfrequentierten Verkehrswegen wie Fernstraßen oder Bahnstrecken, die ein sicheres Überqueren von tieffliegenden Fledermäusen ermöglichen sollen.
Fledermäuse orientieren sich an Objekten wie Bewuchs oder Gebäuden, die in der Reichweite ihrer Ultraschall-Echoortung liegen. Sie meiden deshalb Höhen, in denen diese Ortung mangels Objekten nicht funktioniert, sodass sie solche Verkehrswege nicht einfach in größeren Höhen überfliegen. Somit können Verkehrswege die Lebensräume nicht nur für Bodentiere, sondern auch für Fledermäuse zerschneiden. Fledermausbrücken sollen den Tieren einen „Flugkorridor“ mit sicherer Orientierungsmöglichkeit bieten und so den Folgen der Lebensraumzerschneidung durch Verkehrswege entgegenwirken, ähnlich wie Grünbrücken.
Die Brücken finden sich in stark variierender Gestaltung. Da keine Anforderung an eine Traglast besteht, reichen einfache Seil- oder Gitterkonstruktionen, solange die Brücke nicht auch anderweitig genutzt werden soll (beispielsweise als Fußgängerbrücke).

## Hintergrund
In Deutschland wurden (mit Stand 2014) 24 Fledermausarten aus insgesamt neun Gattungen und zwei Familien – allesamt Hufeisennasen oder Glattnasen – nachgewiesen (siehe Liste von Fledermausarten in Deutschland). Jede dieser Arten zählt zu den nach dem Bundesnaturschutzgesetz und der Fauna-Flora-Habitat-Richtlinie seit 1992 sowohl zu den besonders als auch streng geschützten Arten. Als solche dürfen ihre Lebensstätten unabhängig ihrer Lage nicht beeinträchtigt oder zerstört werden.

### Gesetzliche Richtlinien (Deutschland)
Nach der Eingriffs-Ausgleichs-Regelung des deutschen Rechts sind generell alle vermeidbaren Eingriffe in den Naturhaushalt verboten. Solche Eingriffe sind nach dem Bundesnaturschutzgesetz alle „Veränderung[en] der Gestalt oder Nutzung[en] von Grundflächen […], die die Leistungs- und Funktionsfähigkeit des Naturhaushalts oder das Landschaftsbild erheblich beeinträchtigen können“. Sind solche Eingriffe nicht vermeidbar, müssen sie grundsätzlich kompensiert werden. Dabei müssen alle durch den Eingriff entstandenen Beeinträchtigungen von Natur und Landschaft funktional ausgeglichen werden. Vermeidbare Beeinträchtigungen müssen vermieden werden. Zur Vermeidung unvermeidbarer Beeinträchtigungen sind Ausgleichs- und Ersatzmaßnahmen vorgesehen. Demnach müssen die beeinträchtigten Funktionen des Naturhaushaltes am selben Ort zeitnah durch eine andere Maßnahme verbessert bzw. Natur und Landschaft an einer anderen Stelle aufgewertet werden.
Eingriffe in die Lebensräume von Fledermäusen als besonders und streng geschützten Arten erfordern Maßnahmen, die deutlich über die üblichen Kompensationsmaßnahmen nach den Eingriffsregeln hinausgehen. Durch das Verbot der Beeinträchtigung der Lebensräume von Fledermäusen nach der FFH-Richtlinie werden bauliche Maßnahmen – dies sind in der Regel der Bau von Verkehrswegen, oftmals Fernverkehrsstraßen – in den Habitaten der Tiere erheblich erschwert. Werden solche baulichen Eingriffe dennoch vorgenommen, müssen strenge Richtlinien beachtet werden. So sind die durch Baumaßnahmen beeinträchtigten Funktionen des Naturhaushaltes am selben Ort durch anderweitige Maßnahmen gänzlich zu übernehmen. Dabei ist der Nachweis des Erfolges solcher Maßnahmen vor dem baulichen Eingriff zwingend erforderlich. Die Maßnahmen müssen vor dem Baubeginn durchgeführt werden. Die baulichen Maßnahmen sind erst zu beginnen, nachdem die Kompensationsmaßnahmen nachweislich wirksam sind. Im Unterschied zu den normalen Ausgleichsmaßnahmen müssen die Störungen der Funktionen von Natur und Landschaft nicht nur verbessert, sondern gänzlich ausgeglichen werden.

### Maßnahmen
Im Zuge dieser Richtlinien sind verschiedene Maßnahmen denkbar, die die Folgen der Freilandzerschneidung für die Lebensräume der Fledermäuse auf ein Minimum reduzieren sollen. Verschiedene Untersuchungen an mehreren Grünbrücken haben ergeben, dass die Errichtung von Grünbrücken nicht nur Bodenlebewesen die Möglichkeit bietet, den zerschnittenen Lebensraum zu verbinden. Obwohl Fledermäuse wegen ihrer Flugfähigkeit nicht die hauptsächliche Zielgruppe waren, nutzten auch seltene Fledermäuse selbst solche Brücken, die nicht an bestehenden Flugkorridoren ausgerichtet waren. Dabei wurden die Brücken von den meisten Arten nicht nur als Überflughilfe, sondern auch als Jagdgebiet genutzt. Einen ähnlichen Effekt sollen spezielle Fledermausbrücken erzielen. Vor allem im Vereinigten Königreich sind einige solcher Konstruktionen errichtet worden, da die zuständigen Behörden die Brücken als Schutz der gefährdeten Fledermausarten im Zuge der auch hier gültigen FFH-Richtlinie werten. Man erhofft sich, dass die Brücken den Tieren als Überquerungshilfe nutzen.

## Aufbau und Ausführungen

Fledermausbrücke aus Drahtseilen mit kugelförmigen Reflektoren
(A 590 bei High Newton (Cumbria), Großbritannien)

Die verschiedenen bestehenden Fledermausbrücken variieren sehr stark in ihrer Gestalt. Ziel der Konstruktionen ist es, bei der Ultraschallortung durch Fledermäuse natürliche Bepflanzungen und Aufwuchs wie Sträucher oder Laubbäume möglichst exakt zu imitieren, damit diese die Brücken als neue Leitlinien annehmen. Die verschiedenen Ausführen verfolgen dabei sehr unterschiedliche Konzepte, um dies zu verwirklichen.
Viele Brücken bestehen aus mehreren parallel verlaufenden Stahlseilen, die an senkrechtstehenden Trägern auf beiden Seiten der Fahrbahn verankert sind und einige Meter darüber verlaufen. Teilweise sind kugelförmige Schallreflektoren an den Stahlseilen montiert. Sie streuen das Echo der Fledermäuse in alle Richtungen. Sie sollen vor allem Blätter von Hecken und Sträuchern nachbilden, die ihrerseits aufgrund ihrer Dichte und unterschiedlichen Ausrichtungen den Schall in zahlreiche Richtungen reflektieren. Eine ähnliche Bauart besteht aus drei engmaschigen Netzen, die – an jeder Straßenseite an einem Mast befestigt – über die Straße gespannt sind. Dabei bildet ein Netz die Unterseite, und die beiden anderen sind senkrecht dazu angebracht, sodass im Querschnitt eine „U“-Form entsteht. Der eigentliche Brückenkörper hat dabei nur eine Höhe und Breite von wenigen Metern.
Des Weiteren existieren auch Bauarten, die in ihrem Erscheinungsbild einer Grünbrücke ähneln. So werden statt der Masten Böschungen neben der Fahrbahn angelegt, die als Basis der Brücke dienen. Die Brücke selbst kann beispielsweise aus einem kurzen, massiven Stahlträger bestehen. Die Böschungen selbst können bepflanzt werden, sodass der Eindruck einer Grünbrücke entsteht.
In Biberach an der Riß existieren zwei Brücken, die aus massiven Metall bestehen und somit einer konventionellen Brücke – etwa einer Fußgängerbrücke – ähneln.

### Liste mit Beispielen von Überquerungshilfen für Fledermäuse
| Land | Straße / Bahnstrecke       | Ort                                | Bauart                          | Kosten      | Eröffnung | Quellen       |
| ---- | -------------------------- | ---------------------------------- | ------------------------------- | ----------- | --------- | ------------- |
| DE   | L 267                      | Biberach an der Riß                | zwei Vollmetallbrücken          | 400.000 €   | 2013      | [ 5 ]         |
| DE   | B31                        | Friedrichshafen                    | Vollmetallbrücke                | 1.600.000 € | 2021      | [ 6 ]         |
| DE   | Bahnstrecke Mannheim–Basel | Müllheim                           | Stahlbetonbrücke                | 1.500.000 € | 2020      | [ 7 ] [ 8 ]   |
| DE   | A94                        | Pocking                            | Stahlbetonbrücke                | 4.000.000 € | 2026      | [ 9 ] [ 10 ]  |
| FR   | A65                        | Roquefort (Landes)                 | Vollmetallbrücke                | 500.000 €   | 2012      | [ 11 ]        |
| FR   | A89                        | Balbigny                           | Vollmetallbrücke                | ?           | 2012      | [ 12 ]        |
| IE   | M18                        | Gort                               | Stahlbetonbrücke                |             |           | [ 13 ]        |
| UK   | A66                        | Workington (Cumbria)               | Unterführung                    | ?           | ?         |               |
| UK   | A66                        | Workington (Cumbria)               | Drahtseilbrücke                 | ?           | ?         |               |
| UK   | A590                       | High Newton (Cumbria)              | Zwei Unterführungen             | ?           | ?         |               |
| UK   | A590                       | High Newton (Cumbria)              | Drahtseilbrücke                 | 45.000 £    | ?         |               |
| UK   | A38                        | Dobwalls (Cornwall)                | Brückenkörper aus Netzen        | 300.000 £   | ?         | [ 14 ] [ 15 ] |
| UK   | A595                       | Distington (Cumbria)               | Drahtseilbrücke                 | 34.133 £    | ?         |               |
| UK   | A69                        | Haydon Bridge (Northumberland)     | Drahtseilbrücke                 | 60.000 £    | ?         |               |
| UK   | A497                       | Pwllheli (Gwynedd, Wales)          | ?                               |             | 2010      | [ 16 ]        |
| UK   | A465                       | Abergavenny (Monmouthshire, Wales) | ?                               | ?           | 2007      |               |
| UK   | A487                       | Porthmadog (Gwynedd, Wales)        | Stahlträger zwischen Böschungen | 650.000 £   | 2010      | [ 17 ]        |

## Funktionsweise

### Echoortung der Fledermäuse

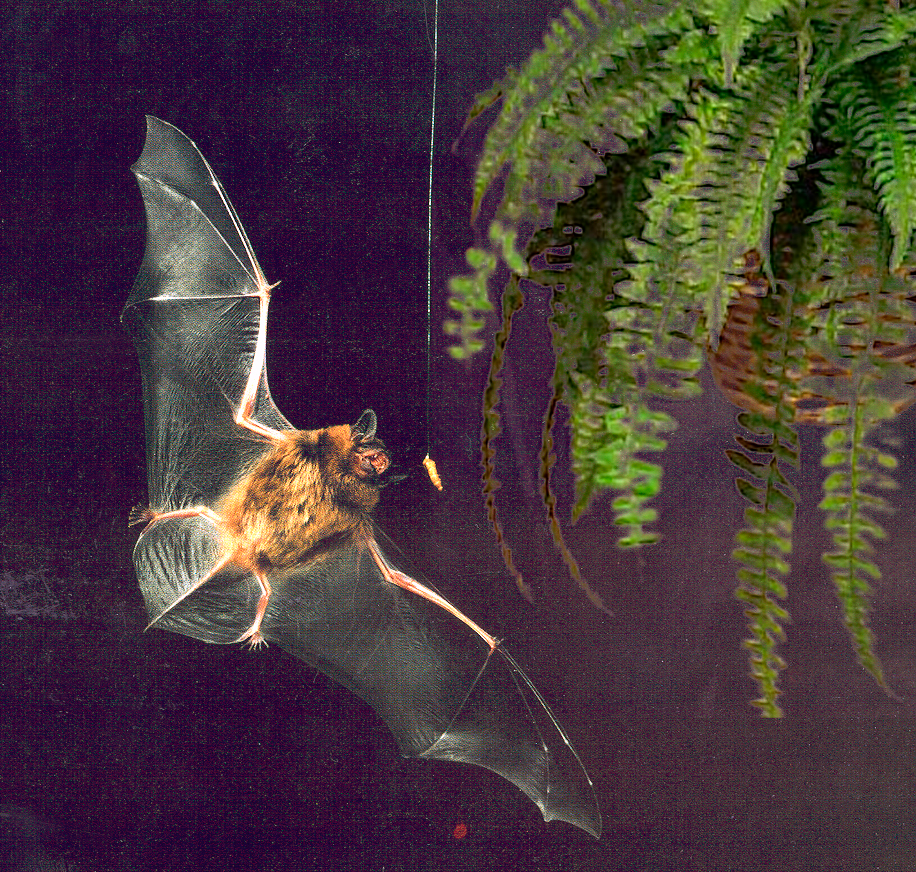
Fledermäuse können mithilfe ihrer Echoortung Objekte bis auf wenige Millimeter genau lokalisieren

Die Funktionsweise von Fledermausbrücken beruht der Echoortung der Fledermäusen. Diese erzeugen im Kehlkopf Ortungslaute im Ultraschallbereich. Aus den von der Umgebung reflektierten Schallwellen setzten die nachtaktiven Tiere ein dreidimensionales Bild zusammen. Dazu erzeugen sie Rufe, deren Schallwellen stark gebündelt in eine bestimmte Richtung geworfen werden. Die trichterförmigen Ohren der Fledermäuse sind sowohl gegenüber der Richtung als auch der Klangqualität der Echos der Schallwellen, die von Objekten in der Umgebung oder auch von Beutetieren zurückgeworfen werden, äußerst empfindlich und können einzeln bewegt werden, um bestimmte Schallquellen genauer zu orten. Beide Ohren können die Tiere unabhängig voneinander wahrnehmen. Beim Eintreffen der Echos werden Zeitunterschiede beim Eintreffen des Schalls ausgewertet, sodass im Gehirn ein exaktes dreidimensionales Bild der Umgebung angefertigt werden kann. Aufgrund der differenzierten Analyse von Frequenz und Amplitude der Echos können Fledermäuse Größe, Form sowie Oberflächenstrukturen und damit das Material der Reflektoren bestimmen. Mittels des Dopplereffekts ist es ihnen auch möglich, den Bewegungszustand auszumachen. Fledermäuse können ihre Rufe so modulieren, dass sie sich auch in komplexen Umgebungen orientieren können und Objekte auf wenige Millimeter genau lokalisieren.

### Orientierung

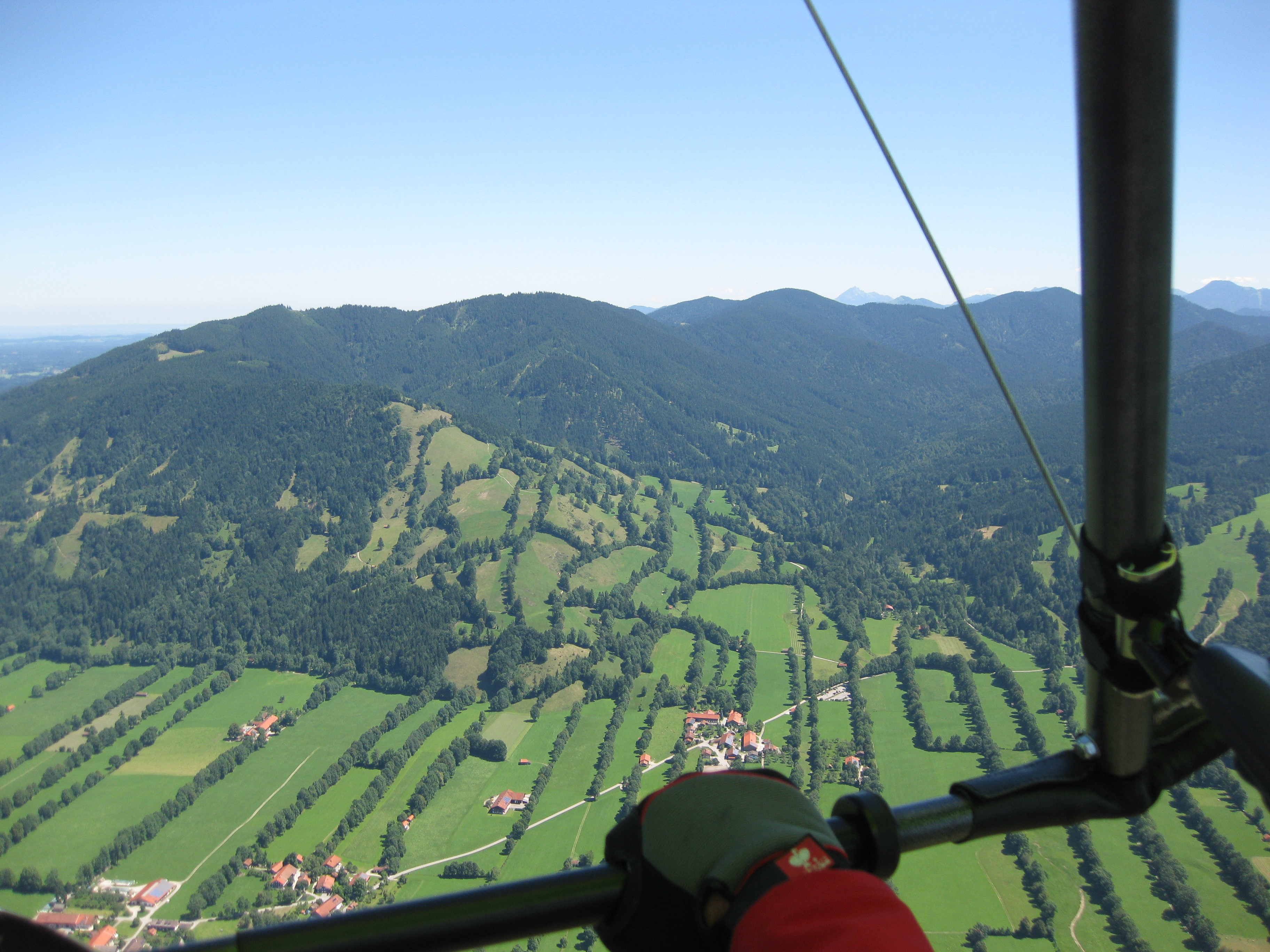
Fledermäuse nutzen vor allem Linienbiotope wie diese Hecken als Leitlinien zur Orientierung

Mithilfe der Ultraschallortung können sich Fledermäuse auch bei vollkommener Dunkelheit einwandfrei orientieren. Die meisten Arten nutzen dabei im Flug linear verlaufende Strukturen – vor allem Hecken und Waldränder – als Leitlinien. Zudem erlauben ausgeprägte Heckenlandschaften den Tieren ein größeres Gebiet zur Nahrungssuche. Des Weiteren dienen jene Hecken auch als Lebensraum für Beutetiere, vor allem für Insekten. Fledermäuse verwenden dabei oftmals dieselben Wege über Jahre hinweg, um von ihrem Schlafplatz zu ihrem Jagdgebiet zu gelangen. „Strukturgebundene“ Arten fliegen dabei nur wenige Meter über dem Boden, da die Echoortung dieser Fledermäuse nur bis zu wenigen hundert Metern reicht. Durch eine niedrige Flughöhe können sich die Tiere somit besser an ihren Leitlinien orientieren. Untersuchungen haben ergeben, dass sich etwa die Kleine Bartfledermaus nur circa 0,3 bis 1,7 Meter und die Wasserfledermaus etwa 2,1 bis 4,5 Meter von ihren Leitstrukturen entfernt. Die maximalen Entfernungen sind dabei nur bei Störungen der Leitlinien vorzufinden.
Im Zuge der Landschaftszerschneidung durch Verkehrswege (Straßen, Bahntrassen u. ä.) oder auch Siedlungsflächen wird der Lebensraum zahlreicher Fledermausarten häufig stark eingeschränkt. So werden u. a. Heckenlandschaften zerstört, und die Funktion der Hecken als Orientierungshilfe für Fledermäuse geht verloren. Schlaf- und Jagdgebiete werden durch die Verkehrswege voneinander getrennt und die Nahrungssuche der Fledermäuse somit erschwert. Außerdem wird der Lebensraum der Beutetiere der Tiere verringert, sodass mitunter auch die Jagd beeinträchtigt wird. Aufgrund der niedrigen Reichweite der Echoortung reichen oftmals schon wenige Meter Unterbrechung der Linienbiotope aus, um die Navigation der Tiere signifikant zu stören. Da diese zudem sehr tief fliegen, besteht die Gefahr der Kollision mit dem Verkehr, was den Bestand der Tiere und die Verkehrssicherheit gefährdet.
Fledermausbrücken sollen diese drastischen Folgen der Freiraumzerschneidung mindern, indem sie die Funktion der unterbrochenen oder zerstörten Orientierungslinien übernehmen sollen. Die Fledermäuse, deren Lebensraum von den Verkehrswegen durchquert wird, sollen sich beim Überflug an den Brücken orientieren. Gedacht ist, dass das Ultraschallecho der Brücken dem von natürlichem Bewuchs ähnelt und sich die Tiere an folglich diesen beim Überflug über die Verkehrswege orientieren. Da die Brücken einige Meter über jene führen, soll die Gefahr der Kollision vermieden werden.

## Nutzen
Zur Effizienz der Fledermausbrücken gibt es auch im deutschsprachigen Raum mittlerweile eine ganze Reihe von Untersuchungen, die den Nutzen und die Wirkung der zunehmenden Zahl von Fledermausbrücken bestätigen. Vergleichende Studien sind allerdings nur möglich, wenn auch vor dem Bau der Verkehrswege aussagekräftigen Daten erhoben werden, die als Referenz für spätere Untersuchungen dienen können. Das ist nicht immer geschehen. 

### Studie der Universität Leeds
Bei der Studie des Institute of Integrative and Comparative Biology (Institut für System- und Vergleichende Biologie) wurden Untersuchungen an vier hoch frequentierten, erst in jüngerer Zeit fertiggestellten Fernverkehrsstraßen durchgeführt. Die Studie umfasst mehrere Fledermausunterführungen und -brücken (allesamt aus Drahtseilen mit sphärischen Reflektoren) sowie einige Flugkorridore, die von den neuerrichteten Straßen geschnitten wurden. Mittels Nachtsichtgeräten und Fledermausdetektoren wurden an allen Punkten über einen längeren Zeitraum die Anzahl querenden Fledermäuse bestimmt sowie ihre Spezies, die Flughöhe und der seitliche Abstand zu den Brücken.
Die Ergebnisse der Untersuchungen der einzelnen Querungshilfen variieren sehr stark, zeigen aber auf, unter welchen Voraussetzungen die Fledermausbrücken und -unterführungen helfen können. So war die Anzahl der Fledermäuse an zwei der drei Unterführungen sehr gering. Der Großteil (69 % bzw. 96 %) der Tiere, die hier dennoch passierten, ignorierte die Unterführungen, sodass sie – meist gefährlich niedrig – über die Fahrbahn flogen. Die Tiere bevorzugten die nahegelegenen Flugkorridore, die sich vor dem Bau etabliert hatten. Die andere Unterführung, die unmittelbar in einem Flugkorridor liegt, wurde von fast allen (96 %) querenden Tieren benutzt, und die Gesamtanzahl der passierenden Tiere war deutlich höher.

Dieses Diagramm gibt wieder, wie viele Fledermäuse an den jeweiligen Stelle binnen 90 Minuten passierten. Fast alle Tiere behielten ihre ursprünglichen Flugkorridore bei. Die gestrichelte Linie zeigt die 5-Meter-Grenze, ab denen die Flughöhe als „gefährlich“ eingestuft wurde.

Im Vergleich zu nahegelegenen Flugkorridoren war die Anzahl der Fledermäuse, die an den Brücken die Straßen passierten, vergleichsweise gering. Darüber hinaus flogen die meisten Tiere (je nach Brücke unterschiedlich, maximal 84 %) auch in unmittelbarer Nähe der Brücken gefährlich dicht über der Fahrbahn. Zwar flog bei einer der Brücken ein kleiner Teil der Fledermäuse (11 %) weniger als 2 Meter von der Brücke und ein weiterer Teil (30 %) weniger als 5 Meter von der Brücke entfernt, doch waren diese Anteile bei den anderen Objekten verschwindend gering. Die Brücken wurden also weitestgehend nicht von den Fledermäusen berücksichtigt. Weiterhin flogen nahezu alle Tiere bei den Flugkorridoren äußerst dicht über die Fahrbahn. Das nebenstehende Diagramm verdeutlicht, dass sogar eine Brücke, die nur wenige Meter von einem der geschnittenen Flugkorridore entfernt war, nur von einigen wenigen Tiere tatsächlich benutzt wurde. Die Tiere behielten ihrer Flugkorridore also weitestgehend bei und ignorieren die Brücken fast gänzlich.
Die Studie besagt, dass die aktuellen Querungshilfen für Fledermäuse ihr Ziel komplett verfehlten und von den Fledermäusen nicht beachtet würden, sondern diese ihre alten Flugkorridore beibehielten. Unter- und Überführungen würden nur dann helfen, wenn die sie unmittelbar in existierenden Flugkorridoren errichtet würden und die Fledermäuse ihre Flughöhe und -richtung nicht ändern müssten. Außerdem seien Brücken aus Drahtseilen ineffektiv; weitergehende Konstruktionen wie Grünbrücken seien erforderlich. Zudem wurde gezeigt, dass eine künstlich angelegte Hecke, die zu einer der Unterführungen führt und als Leitlinie dienen sollte, gänzlich von den Tieren ignoriert wurde. Darüber hinaus wurde auch festgestellt, dass die Flughöhe der Tiere über der Fahrbahn stark von der Höhe der Böschungen an den Fahrbahnrändern abhängt, sodass deren Erhöhung als Überquerungshilfe dienen könnte.

### Weitere Untersuchungen
Ähnliche Ergebnisse wie die Studie der Universität Leeds bringen auch Untersuchungen im Auftrag des Vereins für Arten-, Umwelt- und Naturschutz e.V. hervor. Es wurde untersucht, inwiefern Fledermäuse Grünbrücken als Verbindung ihrer Lebensräume und für die Jagd nutzen. Die Daten wurden an insgesamt acht Wildbrücken über Bundesautobahnen und Bundesstraßen erhoben und mit nahegelegenen Straßenbrücken über die Verkehrswege verglichen. Obwohl die Wildbrücken nicht primär auf die Nutzung durch Fledermäuse ausgerichtet waren, wurde eine große Anzahl an Fledermäusen gezählt. Auch solche Arten, die in der Region nicht beheimatet sind, wurden ausgemacht. Während insgesamt 204 Beobachtungsstunden wurden an den Grünbrücken insgesamt 1209 Fledermauskontakte erfasst, was 5,93 Kontakten pro Stunde entspricht. Registriert wurden dabei mehrheitlich Zwerg- und Bartfledermäuse. Auffällig ist, dass die Brücken selbst nicht nur als Verbindung der Lebensräume dienten, sondern vielen Arten auch als Jagdgebiet.
Die Analyse der einzelnen Aktivitäten auf den Brücken zeigt einen direkten Zusammenhang zwischen Vegetation, Breite sowie räumlicher Anbindung der Brücke und der Nutzung durch Fledermäuse auf. Solche Brücken, die eine gute Anbindung an umliegende Gehölze und andere lineare Aufwüchse boten, weisen eine deutlich höhere Fledermausaktivität auf als Brücken, die Anschluss an nur lückige oder gar keine Leitlinien gewährleisteten. Ebenso weisen verallgemeinert breite Brücken auch höhere Fledermauskontakte auf. Bei den Ausnahmen handelt es sich um Brücken mit mangelndem räumlichen Anschluss. Dasselbe ist auch in Bezug auf die Vegetation feststellbar: Je dichter der Aufwuchs auf den Brücken war, desto mehr Fledermäuse konnten beobachtet werden. Die Wildbrücke mit den wenigsten Kontakten war ein technisches Bauwerk ohne jegliche Vegetation. Mit einer Ausnahme wiesen alle untersuchten technischen Bauwerke eine deutlich niedrigere Aktivität auf als Grünbrücken. Die Fledermauskontakte waren an Wildbrücken 5,8 Mal höher als bei technischen Straßenbrücken.

## Öffentliche Wahrnehmung

### Biberach an der Riß (2013)
Die öffentliche Meinungen über den Bau von Fledermausbrücken gehen weit auseinander. So hatte vor allem der Bau der beiden Brücken in Biberach an der Riß ein großes überregionales Medienecho ausgelöst. Kritiker der Brücken – vor allem der Bund der Steuerzahler – sehen eine Verschwendung der Steuergelder in den Brücken. Oftmals wird in diesem Zusammenhang kritisiert, dass Fledermäuse als Flugtiere offensichtlich keine Überquerungshilfe bräuchten. So führt beispielsweise der Focus das Bauprojekt als „Brücken-Farce in Biberach“ in der Liste der „irrsten Fälle deutscher Steuer-Prasserei“ auf, Die Welt spricht von „Unsinnige[n] Fledermausbrücke[n]“. Dabei verteidigte der parteilose seinerzeitige Landrat des Landkreises Biberach, Heiko Schmid, die Brücken als „günstigste [Variante] von allen“, um die Fledermäuse zu schützen. Der bei dem Bauprojekt beteiligte Landschaftsökologe Jürgen Trautner räumt zwar ein, dass es keine Informationen zu der Funktionalität gebe. Man gehe aber davon aus, dass die Brücken von den Tieren genutzt werden. Der Naturschutzbund Biberach kritisiert vor allem, dass er während der Planungen zu dem Bauprojekt nicht einbezogen wurde. Eine Grünbrücke wäre sinnvoller gewesen, da diese erfolgversprechender und auch für andere Tiere geeignet sei – auch wenn deutlich mehr Geld hätte investiert werden müssen. Auch in der örtlichen Bevölkerung kam teilweise Kritik oder Unverständnis auf. Dort wird die Funktionalität der Brücken oftmals infragegestellt. In den Kosten der rund eine halbe Million Euro teuren Brücke waren Maßnahmen mitinbegriffen, um die Nutzung durch Fledermäuse zu analysieren. Berichte von 2014 und 2017 zeigen, dass Fledermäuse die Biberacher Brücken tatsächlich nutzen.

### Pocking (2024)
Die 3.000.000 – 4.000.000 € kostende (mit Stand Oktober 2024 im Rohbau fertiggestellte) Fledermausbrücke über die (mit Stand Oktober 2024 dort bis 2026 im Bau befindliche)  A 94 zwischen Bad Füssing und Pocking wurde im Oktober 2024 vom Bund der Steuerzahler als beispielhaft für die Verschwendung von Steuergeldern genannt.

### Vereinigtes Königreich
Auch im Vereinigten Königreich lösten die dort errichteten Fledermausbrücken eine weitreichende Diskussion aus. So berichtete die BBC mehrfach über einige der Brücken. Im Fokus stand in der britischen Berichterstattung vor allem die Brücke in Dobwalls (Cornwall) – eine der bei weitem teuersten Konstruktionen in Großbritannien. Da die dort ansässige Fledermauspopulation seinerzeit nur etwa 40 Individuen betragen habe, hätten sich Kosten von etwa 27.000 Pfund (umgerechnet etwa 34.000 Euro) pro Individuum ergeben. Vor allem diese Summe löste große Empörung aus. Auch die Überquerungshilfe in Porthmadog wurde häufig kritisiert. Die teuerste Fledermausbrücke in Großbritannien wurde dort zum Schutz von etwa 450 Exemplaren der gefährdeten Kleinen Hufeisennase errichtet, was Kosten von etwa 1.500 Pfund (etwa 1.900 Euro) pro Tier entspricht. Beklagt wurde, dass keine Fußgängerüberquerung, aber eine Brücke für Fledermäuse finanziert wurde. In beiden Fällen werden die Bauten von Naturschützern verteidigt. Die Brücken dienten zum Schutz existenzbedrohter Tierarten, die für Verkehrsunfälle äußerst anfällig seien. Weiterhin seien laut den zuständigen Behörden die Brücken die einzige Option gewesen, um die Verkehrswege mit geltendem EU-Recht zu vereinen.